# (4992) Kálmán
(4992) Kálmán ist ein Asteroid des mittleren Hauptgürtels, der von der ukrainisch-sowjetischen Astronomin Ljudmyla Schurawlowa am 25. Oktober 1982 am Krim-Observatorium in Nautschnyj (IAU-Code 095) entdeckt wurde.
Der Asteroid gehört zur Maria-Familie, einer nach (170) Maria benannten Gruppe von Asteroiden. Die zeitlosen (nichtoskulierenden) Bahnelemente von (4992) Kálmán sind fast identisch mit denjenigen der beiden kleineren, wenn man von der Absoluten Helligkeit von 14,9 und 15,7 gegenüber 12,8 ausgeht, Asteroiden (77532) 2001 HA61 und (172233) 2002 RB141.
Nach der SMASS-Klassifikation (Small Main-Belt Asteroid Spectroscopic Survey) wurde bei einer spektroskopischen Untersuchung von Gianluca Masi, Sergio Foglia und Richard P. Binzel bei (4992) Kálmán von einer hellen Oberfläche ausgegangen, es könnte sich also, grob gesehen, um einen S-Asteroiden handeln.
(4992) Kálmán wurde am 15. Februar 1995 nach dem ungarischen Operetten-Komponisten Emmerich Kálmán (1882–1953) benannt, der zusammen mit Franz Lehár und Oscar Straus als Begründer der Silbernen Operettenära gilt. Nach Lehár wurde 2005 der Asteroid (85317) Lehár benannt.